# Roata Chiusani
Roata Chiusani (Roà in piemontese) è una frazione del comune di Centallo, in provincia di Cuneo. Dista 4,38 chilometri dal centro del comune cui appartiene.
La frazione di Roata Chiusani sorge a 452 metri sul livello del mare. Nella frazione risiedono 567 abitanti.

## Origine del nome
Il nome composto origina da Roata (rugata), borgata allineata lungo la strada principale, e dal nome dei proprietari fondiari della zona, i conti Caissotti di Chiusano, che possedevano una “casa di caccia” .

## Storia
Il piccolo nucleo di case appartenne nel Medioevo agli abati di Pedona. Il bosco venne poi trasformato in terreno agricolo. Il borgo passò poi ai Marchesi di Saluzzo. Nel Settecento subì una grave pestilenza dalla quale fu liberato, secondo la tradizione, per intercessione della Madonna Addolorata.

## Economia
Oltre all'agricoltura  le principali attività economiche  sono l'allevamento di pollame, produzione  e vendita di macchine agricole, e di cassette per frutta, esportate anche all'estero.